# Rubria ingens
Rubria ingens är en insektsart som beskrevs av George Willis Kirkaldy 1906. Rubria ingens ingår i släktet Rubria och familjen dvärgstritar. Inga underarter finns listade i Catalogue of Life.